# راجيش ياداف
راجيش ياداف هو سياسي هندي، ولد في 21 نوفمبر 1969. نشط حزبياً في سماجوادي.